# Distretto di Manufahi
Il distretto di Manufahi è uno dei 13 distretti di Timor Est. Ha una popolazione di 53 691 abitanti (censiti nel 2015) ed un'area di 1325 km². La capitale del distretto è Same. 
Manufahi giace nella costa sud di Timor Est, nel mare di Timor. Confina con il distretto di Manatuto ad est, con il distretto di Ainaro ad ovest e con il distretto di Aileu a nord.
I sottodistretti sono, Alas, Fatuberliu, Same e Turiscai. Ai tempi della colonia portoghese, il distretto era chiamato Same, come la città capitale. Durante l'occupazione Indonesiana il sottodistretto Hatudo fu tagliato fuori da questo distretto e unito al distretto di Ainaro ed il sottodistretto Turiscai, precedentemente in Ainaro, fu spostato a Manufahi.
Oltre alle lingue ufficiali nazionali Tetum ed il portoghese, è anche parlata la lingua Malayo-Polinesiana Mambaí.
Il distretto di Manufahi è percorso dal fiume più importante della zona meridionale di Timor Est, il Lacló del Sud, che nasce nelle montagne centrali e sfocia nel mar di Timor.